# 戦争ポルノ

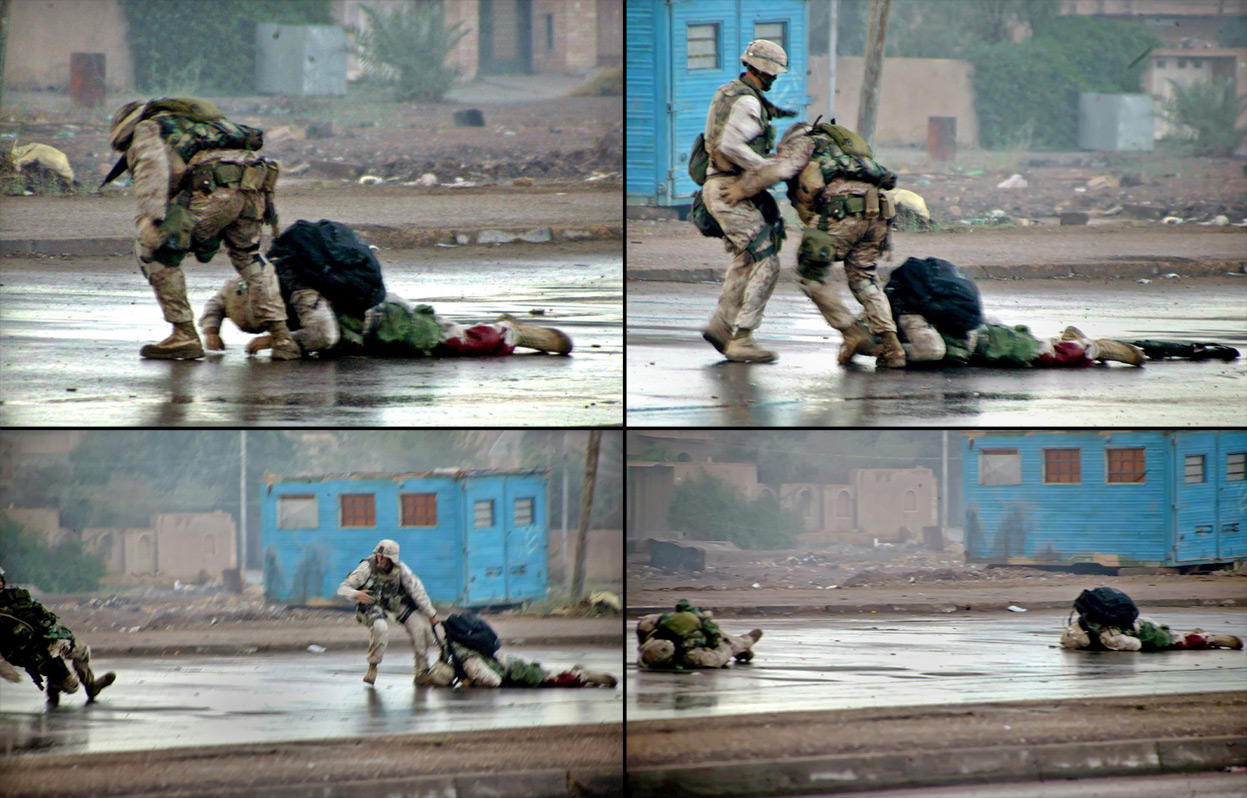
武装勢力に狙撃されるアメリカ海兵隊員（第二次ファルージャ戦）

戦争ポルノ（せんそうポルノ、war porn）とは、戦場で撮影された画像や動画のこと。
英語圏ではポルノ(porn, porno)という言葉は、「感動ポルノ」（Inspiration porn）に見られるように、しばしば非難や攻撃の意図を持って使われることが多い。

## 概要
21世紀に入り、世界ではアメリカ同時多発テロ事件以降の対テロ戦争やアラブの春など戦争や紛争、テロリズムが頻発しているが、同時にインターネットや撮影技術が急速に発達、普及したため、戦争ポルノと呼ばれる戦争やそれに伴う戦闘など映像がYouTubeやLiveLeakといった動画サイトに氾濫することとなった。種類に関しては、MQ-1のような無人攻撃機やAC-130が撮影した赤外線映像から歩兵のヘルメットカメラで撮影した銃撃戦、テロリストの犯行声明まで多種多様である。
ヘルメットカメラで撮影されたものは人気が高く、アフガニスタンでタリバンと戦闘中のアメリカ陸軍兵士が次々と被弾する様子を本人のヘルメットカメラで映した動画は2023年10月時点で4700万回以上再生されている。
ユーザー投稿型ポルノサイトを運営していたクリス・ウィルソンは、サイトを閲覧する代価として戦地で撮影した映像を兵士に要求し、大量の戦争ポルノを入手・公開していたが当局に逮捕され、サイトは閉鎖されている。
ガザ侵攻やシリア内戦では、紛争当事者双方が動画サイトに戦闘の動画を投稿し、自らの正当性を主張したり戦果を誇示するといった現象が起きている。

## 危険性
政治学者のP・W・シンガーは、音楽を加えるなどして娯楽に近い内容に編集した動画も登場していることを挙げ、この傾向に警鐘を鳴らしている。
近年、日本では裁判員制度で見た犯行資料で心的外傷後ストレス障害になったという事例が報告されているが、チェチェンや中東などで撮影された映像の中には戦争犯罪など非常に凄惨なものが多く存在しており閲覧には注意が必要である。また、それらが悪意を持った精神的ブラクラとして使用されることもある。

## 著名な動画・事件
ジュバ
イラク・イスラム軍の狙撃手。イラク駐留軍やイラク治安部隊を殺害する映像をネット上に次々と投稿し衝撃を与えた。1人の人物なのか、複数の人間の戦果を合わせて創作された人物なのかは不明である。
2007年7月12日航空攻撃事件
AH-64 アパッチ攻撃ヘリが多数の民間人を殺傷する動画をウィキリークスが暴露。世界的な政治スキャンダルとなった。